# Mesteri
Mesteri è un comune dell'Ungheria di 274 abitanti (dati 2001). È situato nella contea di Vas.